# Tinta Barroca
Le Tinta Barroca est un cépage portugais. Il est présent dans la région du Douro principalement, en Afrique du Sud, et en Espagne. Le cépage n’est pas réellement présent en France, il est inscrit sur la liste A2 de France Agrimer. Au Portugal, assemblé à d'autres cépages, il sert à la production du Porto, il y a été implanté au XIXe siècle.

## Caractéristiques
Il possède des grappes de taille moyenne à grande, assez cylindriques avec parfois la présence d'un aileron. Les grappes sont plus ou moins lâches. Les pédoncules sont moyens, possédant souvent une partie lignifiée.
Les baies sont de taille moyennes, de forme elliptique courte. La peau est d'épaisseur moyenne, noire bleutée, et recouverte d'une pruine abondante non persistante. La pulpe est juteuse. Les pédicelles sont de taille moyens et  la séparation du grain est difficile.
Son débourrement est précoce. Il est de 2e époque de maturation. Les raisins supportent bien la vendange mécanique. 
Les plants se plaisent sur les terres profondes et fertiles, et humides. C'est un cépage d'altitude, sensible à la chaleur extrême et à une sécheresse prolongée. Les plans sont vigoureux avec de longs rameaux. Sa résistance à l'excoriose est moyenne, il est sensible au millerandage, au mildiou et à l'oïdium.
Il donne un vin fruité, d'une couleur rouge rubis, possédant des arômes de cerise, épices, fleurs, et framboise.